# Montboillon
Montboillon ist eine Gemeinde im französischen Département Haute-Saône in der Region Bourgogne-Franche-Comté.

## Geographie
Montboillon liegt auf einer Höhe von 235 m über dem Meeresspiegel, etwa 17 Kilometer nordnordwestlich der Stadt Besançon (Luftlinie). Das Dorf erstreckt sich im Süden des Departements, nördlich des Tals des Ognon in einer Mulde am Zusammenfluss des Ruisseau de Vau Venise und des Ruisseau de Pourcevie, am Ostfuß der Monts de Gy.
Die Fläche des 8,43 km² großen Gemeindegebiets umfasst einen Abschnitt der gewellten Landschaft zwischen den Flusstälern von Ognon im Süden und Saône im Nordwesten. Der östliche Teil des Gebietes wird von einem Plateau eingenommen, das durchschnittlich auf 250 m liegt und überwiegend landwirtschaftlich genutzt wird. Es wird durch die Talmulde des Dorfbachs von Montboillon unterteilt. Nach Osten senkt es sich zur Niederung des Ruisseau de la Douain (rechter Zufluss des Ognon) ab. 
Der westliche Gemeindeteil ist wesentlich stärker reliefiert. Hier befinden sich die Höhen der Monts de Gy, die von ausgedehnten Wäldern bedeckt sind (auf dem Gemeindeareal die Grands Bois de Montboillon). In diese Hochflächen sind die Täler des Ruisseau de Vau Venise und des Ruisseau de Pourcevie eingesenkt. Mit 372 m wird in den Grands Bois de Montboillon die höchste Erhebung von Montboillon erreicht. Ganz im Westen erstreckt sich das Gemeindeareal bis in einen Talkessel im Bereich der Quelle des Ruisseau de Poussot, der sein Wasser ebenfalls dem Ognon zuführt. Während das Plateau von Montboillon aus tertiären Sedimenten besteht, sind die Monts de Gy aus einer Wechsellagerung von sandig-mergeligen und kalkigen Schichten der Jurazeit aufgebaut.
Nachbargemeinden von Montboillon sind Bucey-lès-Gy und Oiselay-et-Grachaux im Norden, Bonnevent-Velloreille im Osten, Étuz im Süden sowie Gézier-et-Fontenelay im Westen.

## Geschichte
Überreste eines römischen Verkehrsweges weisen auf eine frühe Begehung und eventuell Besiedlung des Gemeindegebietes hin. Im Mittelalter gehörte Montboillon zur Freigrafschaft Burgund und darin zum Gebiet des Bailliage d’Amont. Es bildete eine eigene kleine Herrschaft, die 1608 zur Baronie erhoben wurde. Zusammen mit der Franche-Comté gelangte Montboillon mit dem Frieden von Nimwegen 1678 definitiv an Frankreich. Bis zu seinem Tod unter der Guillotine 1793 war Montboillon im Besitz des Louis Marie Florent de Lomont d’Haraucourt, duc du Châtelet. Heute ist Montboillon Mitglied des 33 Ortschaften umfassenden Gemeindeverbandes Communauté de communes du Pays Riolais.

## Sehenswürdigkeiten
Die Dorfkirche von Montboillon wurde im 19. Jahrhundert neu errichtet. Im Ortskern sind verschiedene Häuser aus dem 17. bis 19. Jahrhundert erhalten, die den traditionellen Stil der Haute-Saône zeigen. Das Fontaine-Lavoir, das früher als Brunnen, Waschhaus und Viehtränke diente, wurde 1838 erbaut. Sein Dach wird von Säulen im dorischen Stil getragen. Vom ehemaligen Herrschaftssitz sind nur noch die Ruinen sichtbar.

## Bevölkerung
| Jahr                       | 1962 | 1968 | 1975 | 1982 | 1990 | 1999 |
| Einwohner                  | 119  | 110  | 137  | 161  | 171  | 219  |
| Quellen: Cassini und INSEE |      |      |      |      |      |      |

Mit 299 Einwohnern (1. Januar 2022) gehört Montboillon zu den kleinen Gemeinden des Département Haute-Saône. Nachdem die Einwohnerzahl in der ersten Hälfte des 20. Jahrhunderts deutlich abgenommen hatte (1886 wurden noch 221 Personen gezählt), wurde seit Beginn der 1970er Jahre wieder ein kontinuierliches Bevölkerungswachstum verzeichnet. Seither hat sich die Einwohnerzahl verdoppelt.

## Wirtschaft und Infrastruktur
Montboillon war bis weit ins 20. Jahrhundert hinein ein vorwiegend durch die Landwirtschaft (Ackerbau, Obstbau und Viehzucht) und die Forstwirtschaft geprägtes Dorf. Heute gibt es einige Betriebe des lokalen Kleingewerbes. In den letzten Jahrzehnten hat sich das Dorf zu einer Wohngemeinde gewandelt. Viele Erwerbstätige sind deshalb Wegpendler, die in den größeren Ortschaften der Umgebung und in der Agglomeration Besançon ihrer Arbeit nachgehen.
Die Ortschaft liegt abseits der größeren Durchgangsachsen an einer Departementsstraße, die von Étuz nach Fretigney-et-Velloreille führt. Der nächste Anschluss an die Autobahn A36 befindet sich in einer Entfernung von ungefähr 14 km. Eine weitere Straßenverbindung besteht mit Gézier-et-Fontenelay.